# 郷人
會舞道郷人（あいぶどうごうじん）は、福島県会津の踊りを通して会津魂を発信する
パフォーマンス集団である。
名称の由来は「郷に集う人々」である。

## 歴史
2001年、福島県南会津郡下郷町にある下郷町商工会青年部のバックアップの下、地元である会津の歴史と白虎隊の精神を郷土芸能として伝承する事を目指し現代表（チームプロデューサー）である渡部一により設立。 
第1回から参加するうつくしまyosakoi祭り、YOSAKOIソーランジュニア東日本大会における活躍（参加チーム中、最多の大賞受賞）によって、特に福島県内で広く認知されている。
YOSAKOIソーラン祭りをはじめ、県内外のイベントにも多数参加。

## 概要
郷人には全ての会員を対象とした「本隊」と、中学生以下の子供のみを対象とした「こめら」の計2チームがある（以下、本隊を「郷人」、こめらを「郷人こめら」）。
郷人こめらは、「YOSAKOIソーランジュニア東北大会（現、YOSAKOIソーランジュニア東日本大会）」を機に2002年に結成された。郷人のメンバーによる指導の下で郷人こめら単独の作品を作っている。
作品作りは、「会津魂」、「什の掟」を基本に、福島県の民謡「会津磐梯山」、2007年からは「白虎隊」を取り入れ、地元である会津に込められた熱い思いを踊りで表現する。毎年新しい作品を作るが過去の作品は使い捨てではなく、イベント等で披露する。
２０年目を区切りに「人として人のために」を学ぶ場所である“會舞道”を掲げ、新たにスタート。
よさこいの枠を超えたパフォーマンス集団として活動する。

## 主な受賞歴

### うつくしまyosakoi祭り
- 2002年  - 第5位
- 2003年 - 大賞
- 2004年 - 大賞
- 2005年 - 準大賞
- 2006年 - 大賞
- 2007年 - 準大賞
- 2008年 - 大賞
- 2009年 - 大賞
- 2010年 - 大賞
- 2011年 - 審査なし
- 2012年 - 審査なし
- 2013年 - ブロック審査 Bブロック第1位(台風18号の影響でファイナル審査中止)
- 2014年 - 大賞
- 2016年 - 大賞
- 2018年 - 大賞
- 2019年 - 準大賞

### YOSAKOIソーランジュニア東日本大会（郷人こめら）
- 2002年 - 第4位
- 2003年 - 大賞
- 2004年 - 大賞
- 2005年 - オリジナル賞（第4位）
- 2006年 - 大賞
- 2007年 - 大賞
- 2008年 - 準大賞&とうほくYOSAKOI協議会長賞
- 2009年 - 完全燃笑賞（第4位）
- 2010年 - 大賞
- 2011年 - NPO法人うつくしまyosakoi振興会長賞（審査なし）
- 2012年 - 大賞
- 2013年 - 大賞
- 2014年 - 大賞
- 2015年 - 大賞
- 2016年 - 大賞

### みちのくyosakoiまつり
- 2007年 - 141賞（ブロック第1位）
- 2010年 - 郷賞＆株式会社 鐘崎賞（ブロック第1位）
- 2011年 - 審査なし
- 2012年 - 彩賞（総合第2位）
- 2013年 - 郷賞（総合第2位）
- 2014年 - みちのくYOSAKOI大賞（総合第1位）
- 2015年 - 大賞
- 2016年 - 大賞
- 2017年 - 優秀賞
- 2018年 - 優秀賞

### 常陸國yosakoi祭り
- 2004年 - 大賞
- 2005年 - 大賞
- 2006年 - 優秀賞（第3位）
- 2007年 - 準大賞
- 2008年 - 第5位
- 2009年 - 優秀賞（第3位)
- 2010年 - 優秀賞（第3位)
- 2011年 - 東日本大震災により自粛
- 2012年 - 大賞
- 2013年 - 大賞
- 2014年 - 大賞
- 2015年 - 大賞
- 2016年 - 準大賞
- 2017年 - 優秀賞

### YOSAKOIソーラン祭り
- 2008年 - 一次審査員賞（ブロック第3位）
- 2010年 - 敢闘賞（一次審査4位以下のなかから、「もう一度見たいと思ったチーム」を選出）
- 2011年 - 敢闘賞（一次審査4位以下のなかから、「もう一度見たいと思ったチーム」を選出）
- 2011年 - 敢闘賞（ジュニア部門コンテスト）- 郷人こめら
- 2012年 - セミファイナル 第5位（一次審査ブロック第2位）
- 2012年 - 敢闘賞（ジュニア部門コンテスト）- 郷人こめら
- 2013年 - 優秀賞（一次審査ブロック第1位）
- 2014年 - 優秀賞（一次審査ブロック同点1位にてファイナルステージ進出）
- 2014年 - 優秀賞（ジュニア部門コンテスト）- 郷人こめら
- 2015年 - 優秀賞（セミファイナル第1位）
- 2016年 - セミファイナル優秀賞
- 2017年 - 一次審査員賞
- 地方車賞　受賞
- 2019年 - セミファイナル優秀賞
- 地方車賞　受賞
- 2023年 - セミファイナル進出（一次審査ブロック第2位）
- 地方車賞　受賞
- 2024年 - 優秀賞（一次審査ブロック第1位）
- 地方車賞　受賞

### DREAM夜さ来い
- 2008年 - 特別賞（参加チームの中で最も夢を与え、品格のある優れたチームに贈る賞）
- 2010年 - ドリーム夜さ来いファッション賞（団体賞：参加した全国のチームの中で、生活文化及びファッション（衣装、旗、メイク、演舞スタイル等）に影響を与えたよさこい演舞チーム等に授与する賞）
- 2011年 - MC賞
- 2012年 - ドリーム・オブ・ザ・イヤー BRONZE
- 2013年 - ドリーム・オブ・ザ・イヤー GOLD
- 2014年 - 高知市長賞
- 2015年 - 高知県知事賞
- 2016年 - 産経新聞社賞
- 2017年 - フジテレビ賞
- 2018年 - 高知市長賞